# Citgo
Citgo Petroleum Corporation — американская компания, которая продает и транспортирует топливо, смазочные материалы, нефтепродукты и другие промышленные товары.

## История
Компания берет свое начало в 1900-х годах. Предприниматель Генри Латам Доэрти в 1910 году создал Cities Service Company, чтобы поставлять газ и электроэнергию в качестве коммунальных услуг. Он начал с приобретения газопроизводящих мощностей в центре и на юго-западе континента.
В 1931 году Cities Service завершила установку первой транспортной системы с высоким давлением длинной в 1000 миль от Амарилло, Техас до Чикаго.
В 1964 году штаб-квартира компании переехала из Бартлсвилла, Оклахома, в Талсу.
Citgo продолжал быть только товарным знаком, а не названием компании, до продажи компании в 1983 году того, что было RMT Division of Cities Service компании Southland Corporation (ныне 7-Evelen Inc.).
50 % Citgo было продано Petróleos de Venezuela, S.A. (PDVSA) в 1986 году, которая приобрела оставшуюся часть в 1990 году, что привело к текущей структуре собственности.
В октябре 2010 года тогдашний президент Венесуэлы Уго Чавес объявил о намерении продать дочернюю Citgo назвав её «плохим бизнесом» ссылаясь на низкие прибыли с 2006 года.
В 2016 году Венесуэла заложила 49,9 % компании Citgo российской нефтяной фирме Роснефть в качестве залога за кредит в 1,5 миллиарда долларов.
В 2020 году Citgo одолжил деньги в виде облигаций, и использовал 50,1 % акционерного капитала в качестве залога.